# Stationseiland

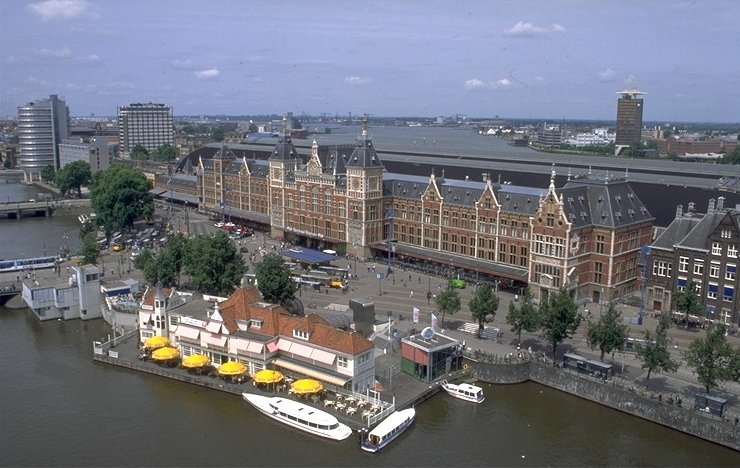
Centraal Station en Noord-Zuid-Hollands Koffiehuis

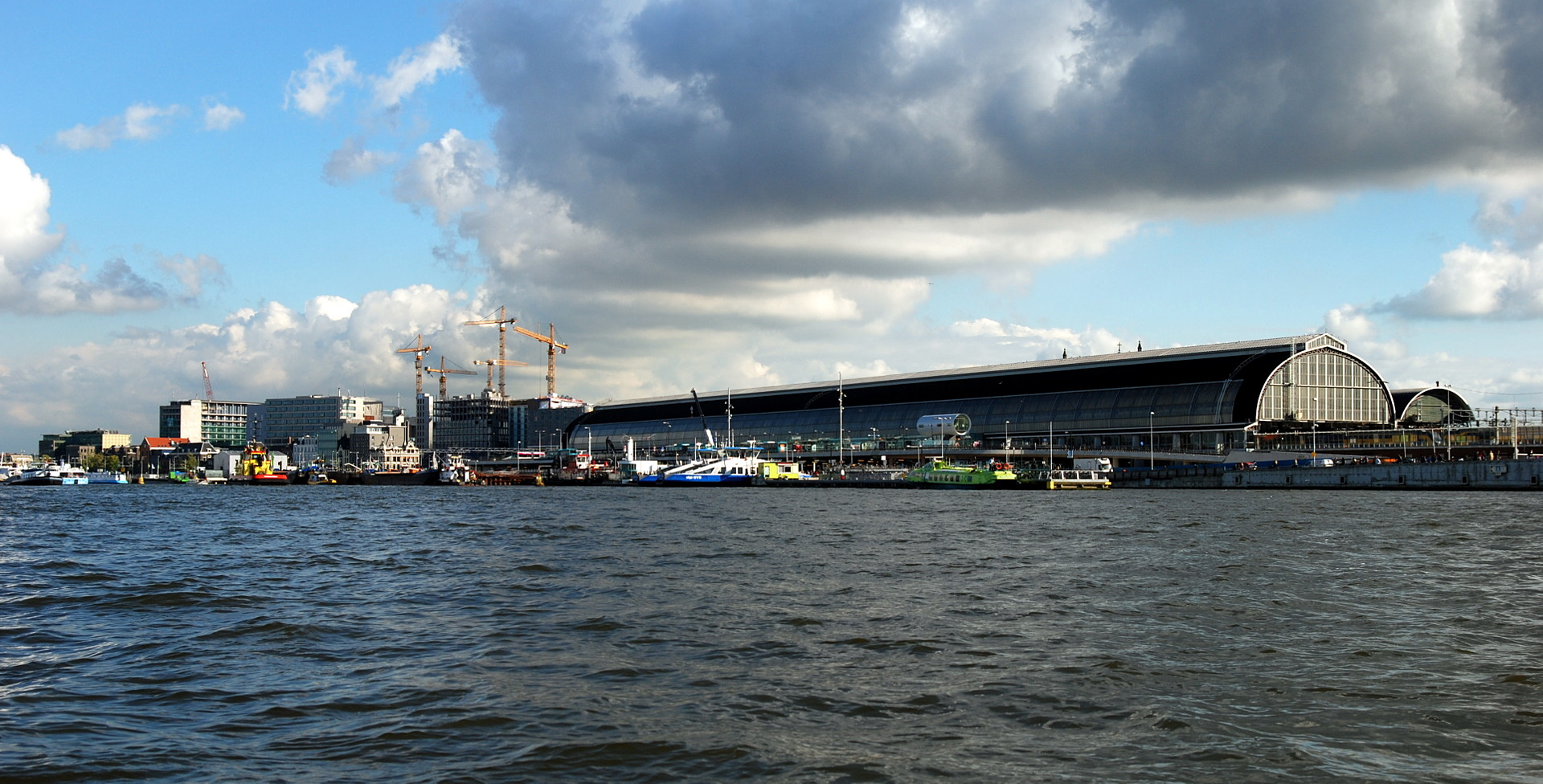
Zicht vanaf het IJ op het Stationseiland

Het Stationseiland is het eiland waarop het Amsterdamse Centraal Station met het Stationsplein ligt. Dit eiland is het middelste van drie eilanden die tussen 1870 en 1880 werden aangeplempt in het IJ. Hiervoor werd zand gebruikt uit de duinen ten westen van Velsen dat vrijkwam bij het graven van het Noordzeekanaal en het sluizencomplex bij IJmuiden.
In 1869 werd opdracht gegeven voor de aanleg van het Centraal Station op een kunstmatig eiland in het IJ. De aanleg van het stationseiland, stationsgebouw en emplacement heeft twintig jaar geduurd. Vooral de aanleg van de fundering was problematisch; 9000 palen werden geheid om de bouwwerken een stevig fundament te geven. Met de uitvoering van het plan werd de binnenstad afgesloten van het IJ. Op 15 oktober 1889 werd het nieuwe Centraal Station geopend.
Het middelste eiland werd het Stationseiland, aan weerszijden daarvan kwamen het Oostelijk Eiland en het Westelijk Eiland te liggen, waarop spoorwegemplacementen kwamen te liggen. Het water tussen het Stationseiland en de Prins Hendrikkade heet Open Havenfront.
Op het Stationseiland werd tussen 1880 en 1889 het door Pierre Cuypers ontworpen Centraal Station gebouwd. Aan de zuidzijde hiervan bevindt zich het Stationsplein, aan de noordzijde de De Ruijterkade. Het eiland wordt aan de oostzijde over de Oostelijke Doorgang en aan de westzijde over de Westelijke Doorgang met spoorwegviaducten en met verkeersbruggen verbonden met de aangrenzende eilanden. Met de Prins Hendrikkade wordt het eiland verbonden met drie bruggen: de Kamperbrug, de Middentoegangsbrug en de Westelijke Toegangsbrug.
Naast het Centraal Station is nog andere bebouwing op het eiland aanwezig: aan de oostzijde het voormalige pakketpostgebouw, ontworpen door Eduard Cuypers, een neef van Pierre Cuypers, waarin nu diensten van de Nederlandse Spoorwegen zijn ondergebracht, alsmede het informatiecentrum Stationseiland en een fietsenstalling; aan de westzijde bevinden zich het Ibishotel, het hoofdkantoor van Wagons-Lits, een overdekte fietsenstalling en boven het aangrenzende water de 'fietsenflat', een grote stalling in meerdere etages voor fietsen. Aan de zuidoostzijde van het eiland staat het Noord-Zuid-Hollands Koffiehuis.
Op het Stationseiland hebben alle tramlijnen die het Centraal Station aandoen een halte. Een bijzonderheid is de vroegere tramlijn 22, die van 1922 tot 1944 een rondje over het eiland reed.

## Grote verbouwingsoperatie
Sinds begin jaren 2000 is een grote verbouwingsoperatie in uitvoering op en onder het Stationseiland. Naast de uitbreidingen en verbouwingen in het Centraal Station zelf, is daar onderdoor de tunnel voor de Noord/Zuidlijn gebouwd, is onder de westzijde van het Centraal Station een fietstunnel gebouwd en is aan de noordzijde een busstation met stationskap gebouwd. Daaronder is in een tunnel de rijbaan voor het autoverkeer via de De Ruijterkade. Deze Michiel de Ruijtertunnel werd in juli 2015 voor het verkeer opengesteld.
Ook de aanlegsteigers van de veren over het IJ worden bij de verbouwing vernieuwd. Door aanplemping is het IJ hier enige meters versmald. Twee van de vroegere bouwwerken op de steigers zijn (tijdelijk) verwijderd: het horecagebouwtje op Pier 10 is herplaatst, het Kantoor van Koppe's Scheepsagentuur in Indische stijl is verplaatst naar elders, in afwachting van herplaatsing aan het einde van de verbouwingswerkzaamheden.
Op 21 november 2015 werd de 'Fietstunnel Stationseiland' geopend, waardoor fietsers nu in het verlengde van de Martelaarsgracht door het Centraal Station heen van het Stationsplein naar de De Ruijterkade kunnen rijden. De doorgang kreeg de naam Cuyperspassage. Een wand van de tunnel is bekleed met 46.000 wandtegeltjes waarop een zeegezicht is afgebeeld, gemaakt door Tegelfabriek Tichelaar in Makkum.
Er zijn drie voetgangerstunnels door het stationscomplex. In 2015 kwamen er twee tunnels met winkels bij, die als 'poortjesvrije' passage tussen het Stationsplein en de De Ruijterkade gaan dienen.
Onder de noemer 'De Entree' werd er tussen 2018 en 2023 onder het westelijke deel van het Open Havenfront een fietsenstalling gebouwd voor circa 7.000 fietsen. Daarnaast komen er ook extra fietsparkeerplekken elders op het Stationseiland. Zo konden er in 2020 17.500 fietsen geparkeerd worden en in 2030 21.500.
Het hele Stationsplein en het hele gebied tussen Singel en Geldersekade inclusief de Prins Hendrikkade is heringericht. Op het Stationsplein werden tramsporen, wissels en bovenleiding vernieuwd. Ook werden de haltes aan de oost- en westkant vernieuwd. De perrons werden hoger en breder en daarmee beter zichtbaar, veiliger en beter toegankelijk voor mindervalide reizigers. Het hele Stationsplein is opnieuw betegeld met duurzaam natuursteen, net als de Rode Loper en de voetgangersgebieden aan de IJzijde. De kosten van het hele project waren begroot op 90 miljoen euro.